# Elda Ferri

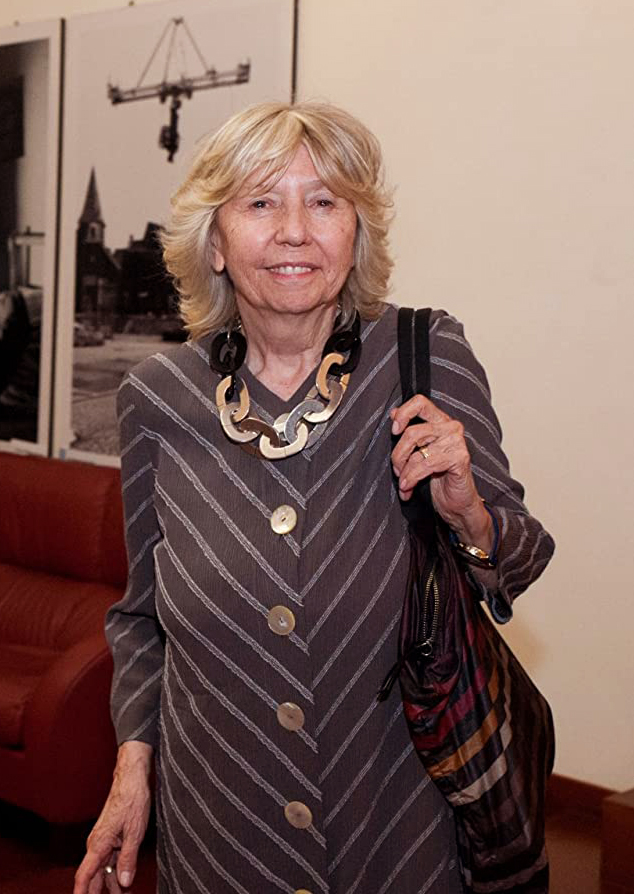
Elda Ferri, 2021

Elda Ferri (* 12. November 1937 in Bologna) ist eine italienische Filmproduzentin.
Ferri tritt seit 1980, beginnend mit dem Kultfilm Maledetti vi amerò, in der Spielfilmproduktion in Erscheinung und war seither an mehr als 30 Filmen beteiligt. Sie leitet die Produktionsfirma Jean Vigo Production und verantwortete mehrere Filme des Regisseurs Roberto Faenza. Sie ist ihm seit Ende der 1970er durch die Arbeit an Forza Italia! verbunden.
Bei der Oscarverleihung 1999 war Ferri mit Gianluigi Braschi für Das Leben ist schön für den Oscar in der Kategorie Bester Film nominiert. Hinzu kam eine Nominierung für den British Academy Film Award. 1998 gewann sie für den Film den David di Donatello und den Europäischen Filmpreis für den Besten Film.

## Filmografie (Auswahl)
- 1977: Forza Italia! (Dokumentarfilm)
- 1980: Maledetti vi amerò
- 1981: La festa perduta
- 1983: Copkiller
- 1995: Erklärt Pereira (Sostiene Pereira)
- 1996: Die stumme Herzogin (Marianna Ucrìa)
- 1997: Das Leben ist schön (La vita è bella)
- 2002: Zwischen Fremden (Between Strangers)
- 2002: Roberto Benignis Pinocchio (Pinocchio)
- 2004: Le Chiavi di Casa – Die Hausschlüssel
- 2005: Alla luce del sole
- 2007: Die Vorstadtprinzessin (La princesa del polígono)
- 2008: I demoni di San Pietroburgo
- 2009: Il caso dell’infedele Klara
- 2011: Du wirst schon noch sehen, wozu es gut ist (Someday This Pain Will Be Useful to You)
- 2014: Anita B.
- 2016: La verità sta in cielo
- 2019: 5 è il numero perfetto